# (588) Achilles
(588) Achilles  – planetoida z grupy trojańczyków Jowisza obozu greckiego.

## Odkrycie
Została odkryta 22 lutego 1906 roku w Landessternwarte Heidelberg-Königstuhl w Heidelbergu przez niemieckiego astronoma Maxa Wolfa. Była pierwszą odkrytą planetoidą trojańską. Nazwa planetoidy pochodzi od Achillesa, bohatera Iliady Homera.

## Orbita
(588) Achilles obiega Słońce w średniej odległości ok. 5,2 j.a. w punkcie Lagrange’a L4 na orbicie Jowisza, porusza się zawsze ok. 60° przed Jowiszem, pozostając z nim grawitacyjnie związany (rezonans orbitalny 1:1). Orbita tego obiektu nachylona jest pod kątem 10,3° względem ekliptyki, a jej mimośród wynosi 0,148.

## Właściwości fizyczne
Jest to ciało o średnicy ok. 130 km, posiadające najprawdopodobniej nieregularny kształt. Obraca się w czasie ok. 7 godzin i 18 minut wokół własnej osi. Albedo tej planetoidy to 0,033, jest więc to bardzo ciemny obiekt, którego jasność absolutna wynosi 8,7m. (588) Achilles zalicza się to planetoid typu spektralnego D. Na jego powierzchni panuje średnia temperatura ok. 124 K.